# Hypocenomyce
Hypocenomyce  M. Choisy (paznokietnik) – rodzaj grzybów z rodziny Ophioparmaceae. Ze względu na współżycie z glonami zaliczany jest do grupy porostów.

## Systematyka i nazewnictwo
Pozycja w klasyfikacji według Index Fungorum: Ophioparmaceae, Incertae sedis, Lecanoromycetidae, Lecanoromycetes, Pezizomycotina, Ascomycota, Fungi.
Nazwa polska według W. Fałtynowicza.

## Niektóre gatunki
- Hypocenomyce anthracophila (Nyl.) P. James & Gotth. Schneid. 1980 – paznokietnik chrobotkowy
- Hypocenomyce australis Timdal 1984
- Hypocenomyce caradocensis (Leight. ex Nyl.) P. James & Gotth. Schneid. 1980 – paznokietnik brunatnawy
- Hypocenomyce foveata Timdal 1984
- Hypocenomyce friesii (Ach.) P. James & Gotth. Schneid. 1980 – paznokietnik Friesa
- Hypocenomyce scalaris (Ach. ex Lilj.) M. Choisy 1951 – paznokietnik ostrygowy

Nazwy naukowe na podstawie Index Fungorum. Uwzględniono tylko gatunki zweryfikowane. Nazwy polskie według checklist W. Fałtynowicza.